# Piarco International Airport
Piarco International Airport är en internationell flygplats på ön Trinidad, den största ön i Trinidad och Tobago. Den ligger cirka 30 km öster om huvudstaden Port of Spain. Flygplatsen öppnade 1931.